# Мічений атом
«Мічений атом» (рос. «Меченый атом») — чорно-білий художній фільм виробництва кіностудії «Ленфільм» 1972 року.

## Зміст
Щоб вивідати важливі дані про міць і розробки Радянського Союзу, західна розвідка впроваджує шпигуна. Він займається тим, що за допомогою злочинців, охочих уникнути покарання в СРСР, отримує необхідні дані. Та агенти ЧК розкусили підступний план і тепер підсовують шпигунові дезінформацію.

## Ролі
- Георгій Жженов — Микита Олексійович Дубровін, полковник
- Володимир Самойлов — Сергій Миколайович Нікитин/Гусейнов/Стальгер
- Георгій Тараторкин — Євген Казанський, художник-реставратор
- Михайло Погоржельский — Олексій Олексійович Раскольцев
- Юрій Толубєєв — Сергій Костянтинович
- Владислав Стржельчик — Петро Михайлович Брунов, генерал-полковник
- Володимир Покровський — пан Едвардс, полковник з розвідцентра
- Юлія Діоші — пані Едвардс
- Юлій Бебріш — Нейхальд, кореспондент
- Борис Юрченко — провідник, напарник Пчелкина
- Любов Соколова — Клавдія Іванівна Шкалікова
- Павло Кормунін — Шкаликов, Герасим Іванович Притиков
- Іра Шабуніна — дочка Шкалікова
- Семен Морозов — Василь Михайлович
- Юрій Дедович — співробітник КДБ
- Вільям Семенов — оперативник
- Валентина Ананьїна — епізод
- Олена Андерегг — співробітниця відділу кадрів на ж/д
- Валентина Березуцька — провідниця
- Ролан Биков — Пчелкин, провідник
- В'ячеслав Васильєв  — доктор
- Кіра Головко
- Олена Драпеко — Оля
- Вікторія Дубровська
- Сергій Карнович-Валуа
- Павло Кашлаков — оперативник
- Герман Колушкін — оперативник
- Віталій Коняєв — інспектор ДАІ
- Борис Кудрявцев — капітан міліції
- Віра Кузнєцова — працівниця пошти
- Володимир Ліппарт — начальник станції
- Ія Маркс — бабуся, сусідка Притикіна
- Станіслав Мухін
- Ірина Мурзаєва — тітка Рита
- Юрій Оськін — сержант Артюхин
- Сергій Полежаєв
- Микола Поліщук — Рижиков
- Тетяна Самаріна
- Людмила Самаріна — співробітниця відділу кадрів на ж/д
- Анна Твеленєва
- Любов Тищенко — провідниця, напарниця Притикіна-Шкалікова
- Володимир Ферапонтов — міліціонер на посту ДАІ на ст. Проня
- Юлія Цоглин — касир на вокзалі
- Микола Сергієв — Афанасій Кузьмич

## Знімальна група
- Автор сценарію: Федір Шахмагонов
- Режисер: Ігор Гостєв
- Оператор: Лев Колганов
- Художник: Валерій Юркевич[ru]
- Композитор: Рафаїл Хозак[ru]
- Консультанти: Василь Чуйков (з'являється в кадрах на початку фильму), Семен Цвігун
- Симфонічний оркестр Ленінградської філармонії
  - Дирижер: Емін Хачатурян